# Henry Wijnaendts
Henry Wijnaendts (Parijs, 8 oktober 1932) is een voormalig Nederlands topambtenaar en diplomaat.

## Familie
Wijnaendts, lid van de familie Wijnaendts, werd geboren in de Franse hoofdstad als zoon van mr. Jan Willem Wijnaendts (1892-1985), onder andere advocaat te Parijs en consul generaal te Rabat en Catharina Ter-Ossipoff prinses Khodjaminassoff (1910-1982). Hij trouwde in 1958 jkvr. Lilian Marina van der Wyck (1936-2025), telg uit het geslacht Van der Wyck en dochter van burgemeester jhr. mr. Wolter Gerard van der Wyck (1904-1990). Zij kregen drie kinderen. Hun zoon Alex Wynaendts werd in april 2008 benoemd tot voorzitter van de raad van Bestuur en CEO van AEGON. In tegenstelling tot zijn vader, wordt bij hem de achternaam in de media gewoonlijk gespeld als "Wynaendts" (dus met een 'y' in plaats van een 'ij').

## Loopbaan
Tot zijn elfde groeide hij op in Parijs. Daarna studeerde hij tot 1951 aan het gymnasium in Zeist en in 1955 studeerde hij af in de rechten aan de Rijksuniversiteit Leiden.
In 1958 ging Wijnaendts werken bij de directie Europa op het Ministerie van Buitenlandse Zaken. Van 1959 tot 1961 was hij ambassadeattaché op de Nederlandse ambassade in Moskou in de periode dat Chroesjtsjov premier van Rusland was. 
In de drie jaar daarop was hij vice-consul op het Nederlandse consulaat in Salisbury voor de Federatie van Rhodesië en Nyasaland en Mozambique. Daarna keerde Wijnaendts terug naar Nederland waar hij assistent van de Directeur-Generaal Politieke Zaken van het Ministerie van Buitenlandse Zaken werd. In 1968 werd hij ambassaderaad op de Nederlandse ambassade in Beiroet die zich richtte op Libanon, Jordanië en Cyprus. Vanaf 1971 werkte hij op de ambassade van Jakarta en van 1975 tot 1978 zat hij bij de NAVO in Brussel waarna hij benoemd werd tot gevolmachtigd minister op de ambassade in Parijs.

## Speciale gezantschappen
In 1982 werd Wijnaendts ambassadeur in algemene dienst (speciale afgezant) en van 1986 tot 1989 was hij Directeur-Generaal Politieke Zaken van het Ministerie van Buitenlandse Zaken. Vanaf die tijd werd hij bij bepaalde problemen door Nederland als speciale afgezant naar het buitenland gestuurd:
- In november 1983 werd hij naar de Volksrepubliek China gestuurd omdat dat land de diplomatieke betrekkingen met Nederland volledig wilde verbreken als Nederland een exportvergunning zou verstrekken aan de Rotterdamse scheepswerf Wilton-Fijenoord voor nieuwe duikboten voor Taiwan. Uiteindelijk wist hij te bereiken dat twee onderzeeboten naar Taiwan konden en dat de diplomatieke betrekkingen niet verbroken zouden worden als er geen vervolgorder kwam
- In april 1985 gaf hij leiding aan een ambtelijke delegatie die naar Sri Lanka ging om vast te stellen of het in dat land veilig genoeg was om in Nederland verblijvende Tamil-vluchtelingen terug te sturen. Deze werkgroep stelde in hun rapport dat het in het zuiden van dat land veilig genoeg was om de ongeveer 3500 asielzoekers terug te sturen wat tot verontwaardiging leidde bij onder andere Amnesty International en de Vereniging Vluchtelingenwerk Nederland (VVN).
- In oktober 1985 ging Wijnaendts naar Zuid-Afrika waar hij wist te voorkomen dat de immuniteit van het 'voormalige' ambassadegebouw, waar de gevluchte anti-apartheidsactivist Klaas de Jonge verbleef, werd opgeheven. Later was Wijnaendts betrokken bij een gecompliceerde gevangenruil waarbij De Jonge twee jaar later alsnog vrijkwam.
- Een missie van hem in februari 1986 naar Koeweit had aanvankelijk geen succes. Koeweit had schulden die deels ontstaan waren door niet betaalde vorderingen aan Hollandia Kloos; het bedrijf van de familie van toenmalig premier Ruud Lubbers. Pas toen later de Golfcrisis opliep volgde de betaling.
- In 1991/1992 probeerde hij te bemiddelen in het conflict rond Joegoslavië dat toen uiteen begon te vallen. Nederland maakte toen deel uit van de Trojka zodat Wijnaendts als een soort EU-diplomaat als bemiddelaar tussen de partijen probeerde te fungeren. Op 11 september werd hem dat bijna fataal toen de helikopter waarin hij onderweg was naar Okučani in het oosten van Kroatië beschoten werd. Daarbij miste een van de kogels op enkele centimeters na het hoofd van Wijnaendts. Over deze bemiddelingen heeft hij in het Frans een boek geschreven dat later ook in het Nederlands vertaald is.

## In Parijs en daarna
In 1989 werd Henry Wijnaendts de Nederlands ambassadeur in Parijs wat hij zou blijven tot zijn pensionering op 1 november 1997 waarbij hij werd opgevolgd door Ronald van Beuge. Hiermee kwam niet helemaal een einde aan z'n diplomatieke carrière want ook nadat hij met pensioen was gegaan is hij als Nederlands diplomaat ingezet.
- In 2000 ging hij op verzoek van de Nederlandse regering naar Japan ter voorbereiding van een gezamenlijke Japans-Nederlandse verklaring over het Japanse optreden tijdens de Tweede Wereldoorlog in het toenmalig Nederlands-Indië. Deze verkapte spijtbetuiging was gewenst om problemen te voorkomen tijdens het bezoek van de Japanse keizer Akihito aan Nederland later dat jaar.
- In 2003 ging hij op verzoek naar Marokko om te bemiddelen nadat er spanningen waren ontstaan toen Nederland in dat land uitkeringsfraude onderzocht van Marokkanen die in Nederland sociale uitkeringen claimden.